# Madhurijabdi
Madhurijabdi (en népalais : मधुरीजब्दी) est un comité de développement villageois du Népal situé dans le district de Bara. Au recensement de 2011, il comptait 3 258 habitants.